# Barce fraterna
Barce fraterna är en insektsart som först beskrevs av Thomas Say 1832.  Barce fraterna ingår i släktet Barce och familjen rovskinnbaggar.

## Underarter
Arten delas in i följande underarter:
- B. f. fraterna
- B. f. annulipes
- B. f. banksii